# Giải bóng đá Vô địch U-17 Quốc gia 2019
Giải bóng đá Vô địch U-17 Quốc gia 2019 (tên gọi chính thức: Giải bóng đá Vô địch U-17 Quốc gia - Next Media 2019) là mùa giải bóng đá lần thứ 16 của Giải bóng đá Vô địch U-17 Quốc gia do VFF tổ chức, với nhà tài trợ chính đó là Next Media.

## Vòng loại
Ngày 12 tháng 4 năm 2019, Liên đoàn Bóng đá Việt Nam tiến hành công bố lịch thi đấu vòng loại của Giải bóng đá vô địch U17 quốc gia 2019. Theo đó, vòng loại diễn ra từ ngày 1 tháng 6 năm 2019 đến ngày 22 tháng 6 năm 2019 trên 5 địa điểm đăng cai tổ chức. Mùa giải 2019, có 27 đội bóng U17 tham dự vòng loại. Các Đội thi đấu vòng tròn hai lượt tính điểm xếp hạng tại mỗi bảng. Chọn 5 Đội xếp thứ Nhất và 2 Đội xếp thứ Nhì có điểm và các chỉ số cao hơn ở 5 bảng vào vòng chung kết.
Mùa giải 2019, có 27 đội bóng tham dự vòng loại:
- Bảng A: Viettel, Hà Nội, Công An Nhân Dân, Quảng Ninh, Hải Phòng, PVF.
- Bảng B: SHB Đà Nẵng, Thanh Hóa, Sông Lam Nghệ An, Nam Định, Thừa Thiên Huế.
- Bảng C: Hoàng Anh Gia Lai, Quảng Nam, Khánh Hòa, Đắk Lắk, Phú Yên.
- Bảng D: Becamex Bình Dương, Tây Ninh, Bình Phước, Bình Thuận, Hallmen Thành phố Hồ Chí Minh, Đồng Nai.
- Bảng E: Đồng Tháp, An Giang, Sài Gòn, Long An, Cần Thơ.

## Vòng chung kết
Vòng đấu Nhóm của vòng chung kết bao gồm 8 Đội bóng trong đó có 7 Đội bóng vượt qua vòng loại và Đội chủ nhà U17 Tây Ninh. Tám Đội bóng chia làm 2 nhóm A và B, 4 Đội/Nhóm thi đấu vòng tròn một lượt ở mỗi nhóm để tính điểm, xếp hạng. Chọn 2 Đội đứng đầu mỗi nhóm vào thi đấu Bán kết. Hai Đội thua Bán kết đồng xếp Hạng Ba. Hai đội thắng Bán kết sẽ thi đấu trận Chung kết.
| Đội bóng              | Mã số |
| --------------------- | ----- |
| U17 Tây Ninh          | A1    |
| U17 Viettel           | A2    |
| U17 Hoàng Anh Gia Lai | A3    |
| U17 Đồng Tháp         | A4    |

| Đội bóng                | Mã số |
| ----------------------- | ----- |
| U17 Sanvinest Khánh Hòa | B1    |
| U17 PVF                 | B2    |
| U17 Thanh Hóa           | B3    |
| U17 Becamex Bình Dương  | B4    |

1. ↑  U17 Tây Ninh đăng cai tổ chức cho nên được đặc cách mang mã số A1.

### Vòng đấu nhóm

#### Nhóm A
| VT | Đội                   | ST | T | H | B | BT | BB | HS | Đ | Giành quyền tham dự hoặc xuống hạng |
| -- | --------------------- | -- | - | - | - | -- | -- | -- | - | ----------------------------------- |
| 1  | U17 Viettel           | 3  | 3 | 0 | 0 | 5  | 0  | +5 | 9 | Vào vòng bán kết                    |
| 2  | U17 Hoàng Anh Gia Lai | 3  | 1 | 0 | 2 | 5  | 5  | 0  | 3 | Vào vòng bán kết                    |
| 3  | U17 Đồng Tháp         | 3  | 1 | 0 | 2 | 3  | 4  | −1 | 3 |                                     |
| 4  | U17 Tây Ninh          | 3  | 1 | 0 | 2 | 2  | 6  | −4 | 3 |                                     |

1. ↑  Thi đấu trận bán kết 1
2. ↑  Thi đấu trận bán kết 2

| U17 Viettel                     | 1–0      | U17 Tây Ninh |
| ------------------------------- | -------- | ------------ |
| Vũ Bá Hải Dương 18' · Hồng Phúc | Chi tiết |              |

| U17 Hoàng Anh Gia Lai                     | 1–2      | U17 Đồng Tháp                                    |
| ----------------------------------------- | -------- | ------------------------------------------------ |
| Nguyễn Văn Nhân Ái 72' · Bùi Quốc Bảo 82' | Chi tiết | Phan Nhật Thanh Long 80' · Nguyễn Minh Tài 90+2' |

--
| U17 Viettel                                         | 3–0      | U17 Hoàng Anh Gia Lai |
| --------------------------------------------------- | -------- | --------------------- |
| Nguyễn Bá Dương 42', 64' · Lê Huy Kiệt 89' (ph.l.n) | Chi tiết |                       |

| U17 Đồng Tháp     | 1–2      | U17 Tây Ninh                                     |
| ----------------- | -------- | ------------------------------------------------ |
| Trần Long Hải 68' | Chi tiết | Lương Văn Trường 16' (ph.đ.) · Trần Công Hào 87' |

--
| U17 Tây Ninh | 0–4      | U17 Hoàng Anh Gia Lai                                                                    |
| ------------ | -------- | ---------------------------------------------------------------------------------------- |
|              | Chi tiết | Vũ Minh Hiếu 33' · Đinh Thành Đạt 53' · Nguyễn Quốc Hào 78' · Phan Nhật Thanh Long 90+3' |

| U17 Viettel         | 1–0      | U17 Đồng Tháp |
| ------------------- | -------- | ------------- |
| Vũ Bá Hải Dương 86' | Chi tiết |               |

#### Nhóm B
| VT | Đội                     | ST | T | H | B | BT | BB | HS | Đ | Giành quyền tham dự hoặc xuống hạng |
| -- | ----------------------- | -- | - | - | - | -- | -- | -- | - | ----------------------------------- |
| 1  | Thanh Hóa               | 3  | 2 | 1 | 0 | 7  | 3  | +4 | 7 | Vào vòng bán kết                    |
| 2  | U17 PVF                 | 3  | 2 | 0 | 1 | 5  | 1  | +4 | 6 | Vào vòng bán kết                    |
| 3  | Becamex Bình Dương      | 3  | 0 | 2 | 1 | 5  | 6  | −1 | 2 |                                     |
| 4  | U17 Sanvinest Khánh Hòa | 3  | 0 | 1 | 2 | 4  | 11 | −7 | 1 |                                     |

1. ↑  Thi đấu trận bán kết 1
2. ↑  Thi đấu trận bán kết 2

| U17 Sanvinest Khánh Hòa | 0–4      | U17 PVF                                                         |
| ----------------------- | -------- | --------------------------------------------------------------- |
|                         | Chi tiết | Xuân Bắc 9', 45+2' · Trịnh Văn Chung 50' · Dương Mạnh Cường 88' |

| Thanh Hóa                                            | 2–2      | Becamex Bình Dương                        |
| ---------------------------------------------------- | -------- | ----------------------------------------- |
| Nguyễn Văn Tùng 31' · Nguyễn Thành Kiên 41' (ph.l.n) | Chi tiết | Trần Vũ Hoàng Long 12' · Hà Trung Hậu 62' |

--
| Thanh Hóa                               | 1–0      | U17 PVF             |
| --------------------------------------- | -------- | ------------------- |
| Nguyễn Văn Tùng 43' · Trần Quốc Đạt 74' | Chi tiết | Nguyễn Thế Hùng 80' |

| Becamex Bình Dương                                        | 3–3      | U17 Sanvinest Khánh Hòa                            |
| --------------------------------------------------------- | -------- | -------------------------------------------------- |
| Đoàn Minh Nhựt 14' · Trần Tiến Đạt 24' · Hà Trung Hậu 39' | Chi tiết | Nguyễn Minh Lợi 26' (ph.đ.) · Huỳnh Thanh Tuấn 44' |

--
| U17 Sanvinest Khánh Hòa | 1–4      | Thanh Hóa                                              |
| ----------------------- | -------- | ------------------------------------------------------ |
| Nguyễn Anh Thi 17'      | Chi tiết | Nguyễn Văn Tùng 20', 51' (ph.đ.) · Lê Bằng Gia Huy 53' |

| U17 PVF             | 1–0      | Becamex Bình Dương |
| ------------------- | -------- | ------------------ |
| Phan Viết Thiện 50' | Chi tiết |                    |

### Vòng bán kết
| U17 PVF                               | 2–1            | U17 Viettel       |
| ------------------------------------- | -------------- | ----------------- |
| Võ Quốc Dân 39' · Võ Nguyên Hoàng 77' | Chi tiết Video | Nguyễn Ngọc Tú 2' |

| U17 Thanh Hóa                             | 2–0            | U17 Hoàng Anh Gia Lai |
| ----------------------------------------- | -------------- | --------------------- |
| Nguyễn Thái Sơn 25' · Nguyễn Văn Tùng 50' | Chi tiết Video |                       |

### Trận chung kết
| U17 Thanh Hóa                                                                                      | 0–0            | U17 PVF |
| -------------------------------------------------------------------------------------------------- | -------------- | --- |
| | Video Chi tiết | |
| Loạt sút luân lưu                                                                                  |                | |
| Trần Ngọc Quý · Lê Bằng Gia Huy · Nguyễn Thái Sơn · Nguyễn Văn Đại · Nguyễn Văn Tùng · Hà Châu Phi | 5 – 4          | Võ Nguyên Hoàng · Trịnh Văn Chung · Nguyễn Quốc Hoàng · Nguyễn Tiến Ba · Trịnh Quang Trường · Nguyễn Phương Nam |

## Tổng kết mùa giải
- Đội vô địch: U17 Thanh Hóa
- Đội thứ Nhì: U17 PVF
- Giải ba: U17 Viettel và U17 Hoàng Anh Gia Lai
- Giải phong cách: U17 Thanh Hóa
- Cầu thủ xuất sắc nhất: Võ Nguyên Hoàng (U17 PVF)
- Thủ môn xuất sắc nhất: Lê Trung Tuấn (U17 Thanh Hóa)
- Cầu thủ ghi nhiều bàn thắng nhất: Nguyễn Văn Tùng (U17 Thanh Hóa, 6 bàn thắng)